# Langon (Ille-et-Vilaine)
Langon è un comune francese di 1 474 abitanti situato nel dipartimento dell'Ille-et-Vilaine nella regione della Bretagna.

## Società

### Evoluzione demografica
Abitanti censiti